# وسام الاستحقاق العسكري (فورتمبيرغ)

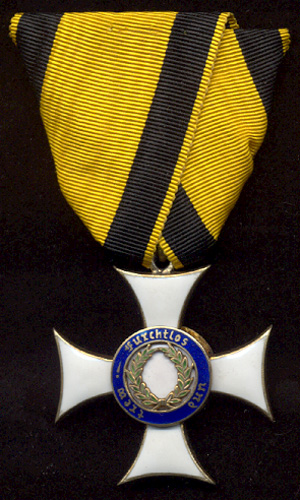

كان وسام الاستحقاق العسكري ( Militärverdienstorden ) هو وسام الدولة العسكري لمملكة فورتمبيرغ، التي انضمت إلى الإمبراطورية الألمانية في عام 1871. كان الأمر أحد الأوامر العسكرية القديمة لدول الإمبراطورية الألمانية. تأسست في 11 فبراير 1759 من قبل كارل أويغن، دوق فورتمبرغ باسم Militär-Carls-Orden، وأعيد تسميتها إلى Militärverdienstorden في 11 نوفمبر 1806 من قبل الملك فريدريش. خضع الأمر لعدة مراجعات أخرى على مدار القرن التاسع عشر وأوائل القرن العشرين. عفا عليه الزمن مع سقوط ملكية فورتمبيرغ في أعقاب هزيمة ألمانيا في الحرب العالمية الأولى.

## الفئات
جاء الأمر في ثلاث فئات:
- غراند كروس ( غروسكروز )
- صليب القائد ( Kommandeurkreuz ) و
- صليب الفارس ( Ritterkreuz ).

بشكل عام، تحدد رتبة المتلقي التي سيحصل عليها. بين عامي 1799 و1919 ، كان هناك ما يقدر بـ 95 جائزة للصليب الكبير، و 214 لصليب القائد، و3128 لصليب الفارس، مع معظم هذه الجوائز التي تم تقديمها في الحرب العالمية الأولى؛ قد تغطي الأرقام سكان فورتمبيرغ فقط. 

## المستلمون البارزون
- دوق ألبريشت من Württemberg
- جوتلوب برجر ، 4 مايو 1918
- أوزوالد بويلكي
- Nikolaus Burggraf und Graf zu Dohna-Schlodien
- ماكس فون فابيك
- فيلهلم جرونر
- بول فون هيندنبورغ
- فرانز ريتر فون هيبر
- إريك لودندورف
- هيلموت فون مولتكه الأكبر
- كارل أوغست نيرجر
- مانفريد فرايهر فون ريشتهوفن
- إروين روميل
- Rupprecht ، ولي عهد بافاريا
- راينهارد شير
- هوغو سبيرل
- جونا فون أوستينوف
- Julius von Verdy du Vernois
- أوتو ويدجن
- آرثر ويزلي ، دوق ويلينغتون الأول